# Spiritual Beggars
Gli Spiritual Beggars sono una band stoner metal fondata nel 1994 da Michael Amott (chitarrista dei Carcass e fondatore degli Arch Enemy).

## Storia degli Spiritual Beggars
Nel 1994 Michael Amott (già chitarrista dei Carcass) fondò gli Spiritual Beggars con cui pubblicò nello stesso anno l'album Spiritual Beggars per la Wrong Again Records, definito allora da Claudio Sorge come un disco di hard rock piuttosto convenzionale.
L'ultimo album pubblicato dalla band, Demons, è uscito in Giappone nel marzo 2005 e in Europa il 20 giugno. Demons è uscito in due versioni, CD singolo ed edizione doppio CD, che include materiale registrato nel tour giapponese del 2003.
Nel marzo del 2010 la band entra in studio per dar vita ad un nuovo lavoro che uscirà il 30 agosto del medesimo anno col titolo di Return to Zero. La novità sarà nel cambio del cantante: infatti Janne "JB" Christofferson lascia la band e viene sostituito dal greco Apollo Papathanasio.

## Formazione

### Formazione attuale
- Michael Amott - chitarra (Arch Enemy, Carcass, Candlemass)
- Apollo Papathanasio - voce
- Sharlee D'Angelo - basso (Mercyful Fate, Witchery, Arch Enemy, Sinergy, Dismember)
- Per Wiberg - tastiere (Opeth)
- Ludwig Witt - batteria (Shining)

### Ex componenti
- Christian "Spice" Sjöstrand - voce, basso
- Johnny Dordevic - basso
- Roger Nilsson - basso
- Håkan Ljungberg - basso
- Janne JB Christoffersson - voce

## Discografia

### Album in studio
- 1994 - Spiritual Beggars
- 1996 - Another Way to Shine
- 1998 - Mantra III
- 2000 - Ad Astra
- 2002 - On Fire
- 2005 - Demons
- 2010 - Return To Zero
- 2013 - Earth Blues
- 2016 - Sunrise to Sundown

### Singoli
- 1998 - Violet Karma
- 2000 - Angel Of Betrayal

### Split
- 2001 - It's Over (con Grand Magus)

### DVD
- 2005 - Live Fire